# روجر إينغ
روجر إينغ هو فنان صيني، ولد في 1933 في غوانزو في الصين، وتوفي في 22 يوليو 2008 في ريجاينا في كندا.

## وصلات خارجية
- الموقع الرسمي